# Knole House

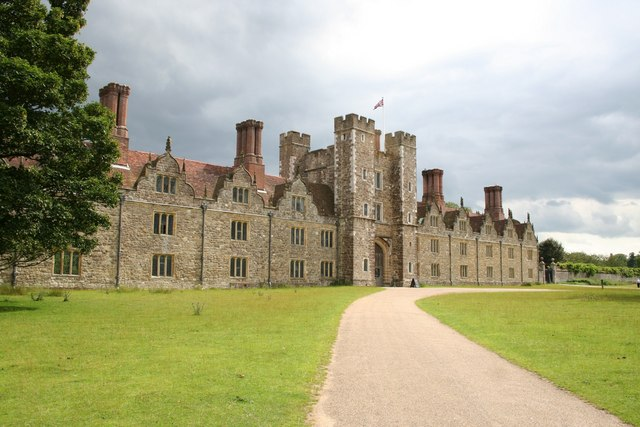
Knole House

Knole House [noʊl haʊz] ist ein als Kulturdenkmal der Kategorie Grade I klassifiziertes Herrenhaus im jakobinischen Stil am Stadtrand von Sevenoaks im Nordwesten der Grafschaft Kent in England. Bemerkenswert ist der zum großen Teil seit dem frühen 17. Jahrhundert unveränderte Zustand des Anwesens und seiner Räume.

## Geschichte

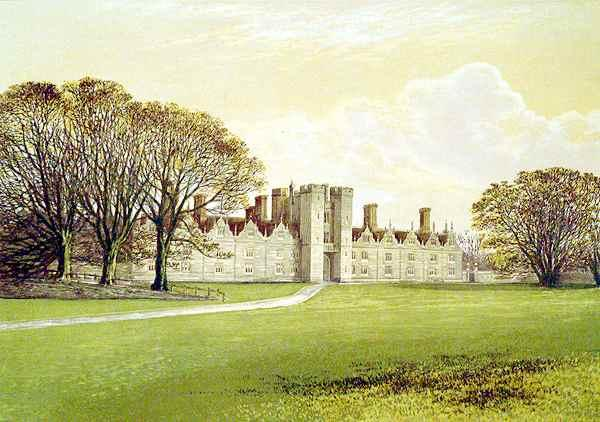
Knole House im Jahr 1880

Knole wird erstmals 1281 in Urkunden des Lambeth Palace erwähnt. Die Lage auf einem Hügel (engl. knoll) soll dem Anwesen seinen Namen gegeben haben. Das Herrenhaus wurde Geoffrey, Lord de Say übereignet, dessen Enkel 1447 zum Lord Say and Sele ernannt wurde. Dessen Sohn William Fiennes verkaufte das Anwesen 1456 an Thomas Bourchier, Erzbischof von Canterbury. Dieser ließ das Haus zwischen 1456 und 1486 zu einem befestigten, zweigeschossigen Palast ausbauen. Der Bau soll eine strenge, festungsartige Anlage um einen Innenhof gewesen sein und eine große Halle, eine große Kammer und ein turmbewehrtes Torhaus besessen haben. Der angrenzende Wildpark wurde ab 1465 errichtet. Knole blieb im Besitz der Erzbischöfe bis 1538, als Heinrich VIII. sich das Haus von Erzbischof Thomas Cranmer schenken ließ. Der König ließ Knole ab 1543 ausbauen, um sein Gefolge unterzubringen. Aus dieser Epoche stammt die Anlage des Green Court mit dem dreigeschossigen Torturm. 1561 wollte Elisabeth I. Knole an den Earl of Leicester übertragen, der das Gut jedoch ablehnte, worauf Elisabeth Knole 1566 an ihren Vetter Thomas Sackville, 1. Earl of Dorset verschenkte. Dieser ließ das Haus von 1605 bis 1608 erheblich erweitern. Knole blieb über 400 Jahre im Familienbesitz der Sackvilles, die 1720 zu Herzögen von Dorset erhoben wurden. Nach dem Tod des 4. Herzogs 1815 erbte seine Schwester Elizabeth das Schloss, die mit George West, 5. Earl De La Warr, verheiratet war. Ihre jüngeren Nachfahren erhielten den Titel Baron Sackville. Die Schriftstellerin Vita Sackville-West wurde in Knole geboren und verwand es nie, dass sie das Herrenhaus als Frau nicht erben durfte. 1945 gab der vierte Lord Sackville das Haus samt Garten sowie dem angrenzenden, etwa zehn Hektar großen Garten an den National Trust. In einem Teil des Hauses hat die Familie Sackville ewiges Wohnrecht. Der eigentliche Park ist weiterhin in Privateigentum.
2012 startete eine aufwändige Restaurierung des Hauses, die zu den größten Projekten des National Trust zählt. Teile des Herrenhauses können von April bis Oktober besichtigt werden. 2019 wurde Knole House  von rund 205.000 Personen besucht. 2024 betrug die Besucherzahl etwa 269.000 Personen.

## Anlage

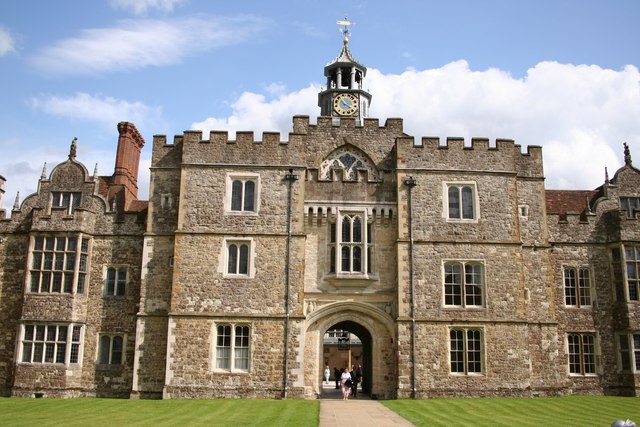
Hofansicht des Torturms

Knole House liegt auf einem Plateau inmitten des Wildparks und bietet so Ausblicke über den Park und die umgebende Landschaft von Kent und die North Downs. Die weitläufige Anlage hat 365 Zimmer wie das Jahr Tage, 52 Treppen wie das Jahr Wochen und sieben Höfe wie die Woche Tage und ist damit ein sogenanntes „Kalenderhaus“.
Die Zufahrt durch den Torturm in der nordwestlichen Hauptfassade führt in den rasenbedeckten Green Court, der im 16. Jahrhundert angelegt wurde. Hinter dem Hof liegt der ursprüngliche Palast aus dem 15. Jahrhundert, dessen Kern das mittelalterliche Herrenhaus ist. Das um zwei Innenhöfe angelegte Herrenhaus ist zum Großteil aus Kieselsandstein erbaut, nur die Obergeschosse des Ostflügels bestehen aus verputztem Fachwerk. Beim Umbau durch Thomas Sackville erhielt das Gebäude ein neues Dach und den Anbau der Stallungen im Norden des Green Court, während im Südflügel die Staatsgemächer eingerichtet wurden. 1823 wurde die Orangerie an der Südwestecke des Green Court errichtet.

### Inneneinrichtung
Die Säle und Zimmer besitzen prächtige Schnitzereien, Stuckdecken, Tapisserien und die weltweit vollständigste Sammlung von Möbeln der Stuart-Zeit. Mehrere Räume sind vollständig mit Stühlen, Hockern und Tischen aus dem Whitehall-Palast und aus Hampton Court Palace eingerichtet. Die Gemäldesammlung umfasst Bilder von van Dyck, Thomas Gainsborough, Peter Lely und Godfrey Kneller. Der Reynoldsraum umfasst eine Sammlung von über zehn Gemälden von Joshua Reynolds.

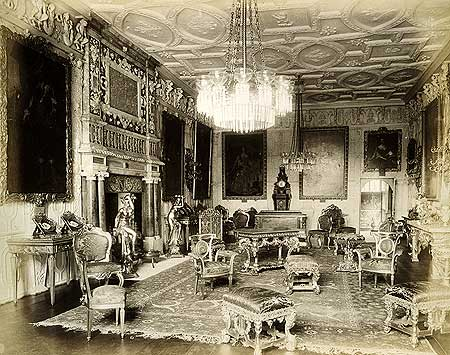
Historisches Foto des Ballsaals (um 1889)

Zu den prächtigsten Räumen, die besichtigt werden können, gehören
- die Eingangshalle mit einem geschnitzten Lettner mit Sängerempore
- die Leicester Gallery mit Sesseln aus dem frühen 17. Jahrhundert und dem Knole Sofa mit verstellbaren Armlehnen
- das Schlafzimmer des venezianischen Gesandten mit dem vergoldeten, für Jakob II. gefertigten Himmelbett
- das Schlafzimmer des Königs mit einem weiteren Himmelbett mit gold- und silbergewirkten Vorhängen sowie mit aus reinem Silber und Goldbrokat verziertem Mobiliar aus dem letzten Viertel des 17. Jahrhunderts
- der Ballsaal mit der Porträtgalerie der Sackvilles

### Garten
Im Süden und Osten ist das Herrenhaus von einem über zehn Hektar großen Garten umgeben, der von einer im 16. Jahrhundert erbauten Mauer umgeben ist. Die westliche Hälfte wurde im 18. Jahrhundert formal mit Parterre und Kieswegen angelegt, die östliche Hälfte ist dicht mit Bäumen bestanden. Etwa 250 Meter südöstlich liegt der ebenfalls ummauerte, 1769 erstmals auf einer Karte eingezeichnete Küchengarten mit einem Gärtnerhaus.

### Park

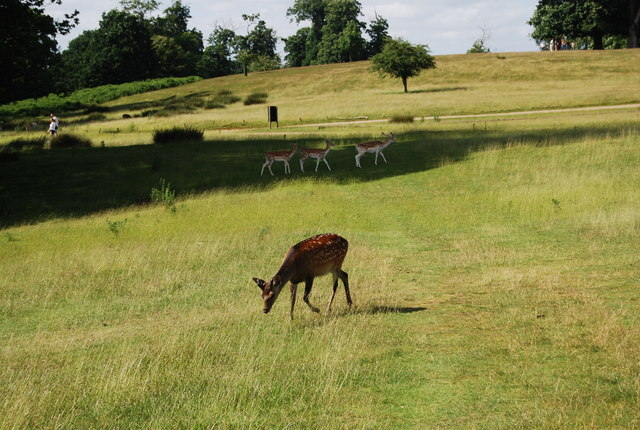
Knole Park

Von allen Seiten sind Haus und Garten vom weitläufigen, 378 Hektar großen Park umschlossen. Der Park liegt in einem sanft gewellten, von Nordwesten nach Südosten ansteigenden Gelände, das aus offenem Waldland und Wiesen mit einzelnen Baumgruppen besteht. Seit 1465 wird er als Wildpark genutzt, seine heutige Größe und Gestalt erhielt er 1826. Im Nordosten und im Südwesten wird er von Alleen begrenzt, im Nordosten kommt eine Steinmauer aus dem 19. Jahrhundert hinzu. Vom baumbestandenen Echo Mount im Nordosten bis zum Küchengarten im Süden erstreckt sich der 1923 angelegte Golfplatz. Der Park gilt als eine Site of Special Scientific Interest; seit dem 15. Jahrhundert lebt in ihm eine heute halbzahme, etwa 500-köpfige Damwildherde.

## Knole House in Literatur und Film
Vita Sackville-West beschrieb Knole House im Buch Knole and the Sackvilles, das 1922 veröffentlicht wurde. Als ihr Vater 1928 starb, erbte sie den Besitz nicht, da die Erbfolge an die männliche Linie gebunden war. Vita Sackville-West hat diesen Verlust nie verwunden, selbst Sissinghurst Castle, das sie gemeinsam mit ihrem Ehemann Harold Nicolson im Jahr 1930 kaufte, war nur ein kleiner Trost.
Ihre Freundin Virginia Woolf legte die Geschichte des Hauses und die der Sackville-Familie ihrer Romanbiographie Orlando zu Grunde. Das Originalmanuskript von Orlando ist in Knole House ausgestellt.
Das Herrenhaus diente mehrfach als Filmkulisse, unter anderem im englischen Historiendrama Die Schwester der Königin. Im Januar 1967 drehten die Beatles im Park Promotionfilme für ihre Songs Strawberry Fields Forever und Penny Lane, die mit zu den ersten Musikvideos gerechnet werden.